# 마리에타섬

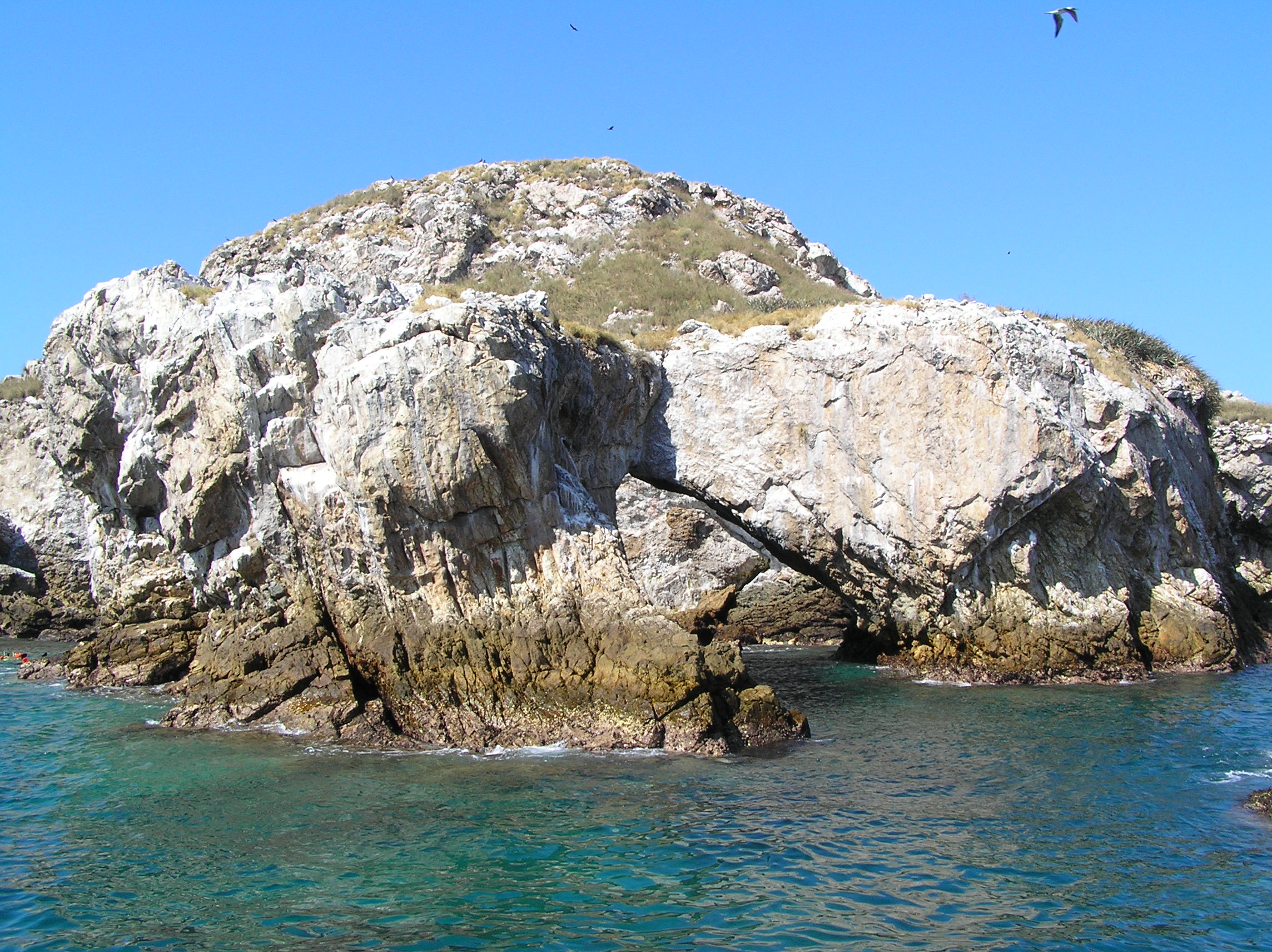
마리에타 섬

마리에타섬(스페인어: Islas Marietas)은 멕시코 나야리트주로부터 몇 마일 떨어진 무인도이다.